# Lewis Cook
Lewis John Cook, född 3 februari 1997, är en engelsk fotbollsspelare som spelar för Championship-klubben Bournemouth och det engelska landslaget.

## Klubbkarriär

### Leeds United
Cook kom till Leeds United som sjuåring och fostrades i klubbens ungdomsakademi. Han debuterade som 17-åring för a-laget den 9 augusti 2014 i en 2–0-förlust mot Millwall, där han blev inbytt i den 64:e minuten mot Souleymane Doukara. Han behöll platsen i laget och spelade 38 matcher under sin debutsäsong. Den 11 maj 2015 förlängde Cook sitt kontrakt i Leeds United med två år. Säsongen 2015/2016 spelade han i 43 av Leeds 46 seriematcher, och gjorde dessutom två mål.

### Bournemouth
Den 8 juli 2016 värvades Cook av Premier League-klubben Bournemouth, där han skrev på ett fyraårskontrakt. Övergångssumman låg på 6 miljoner pund, med möjlighet att stiga till närmare 10 miljoner inklusive tillägg. Cook debuterade i Premier League den 14 augusti 2016 i en 3–1-förlust mot Manchester United. Han spelade även två matcher i Ligacupen, men missade därefter resten av året med en fotledsskada. Säsongen 2017/2018 startade han 25 Premier League-matcher för Bournemouth och blev inbytt fyra gånger.

## Landslagskarriär
Den 27 mars 2018 gjorde Cook sin landslagsdebut för England i en träningsmatch mot Italien. Han hade då redan representerat ungdomslandslagen på samtliga nivåer från U16 upp till U21.